# 꿈의 크레용 왕국
《꿈의 크레용 왕국》(언어 오류(夢のクレヨン王国): 유메노 구레욘 오고쿠)은 토에이 애니메이션이 제작한 애니메이션 시리즈이다. 후쿠나가 레이조의 아동문학 작품인 "크레용 왕국" 시리즈를 원작으로 한다. TV 아사히 계열에서 1997년 9월 7일부터 1999년 1월 31일까지 매주 일요일 아침 8시 30분에 총 70화가 방영되었다. 대한민국에서는 제작 10년 만인 투니버스에서 2007년 6월 15일부터 8월 17일까지는 1기(1~37화), 2008년 4월부터 10월까지는 2기(38~70화)가 방영된 바 있다.

## 개요
- 애니메이션판은 '크레용 왕국의 열두달', '크레용 왕국의 새로운 열두달의 여행', '크레용 왕국 실버 왕비의 꽃의 여행' 3편의 내용만 채택되었다.
- 원래 49화 예정으로 방영이 시작되었으나, 큰 인기를 얻어 21화가 연정되었다.
- 분류 : 1-49화 사신편(死神編), 50-70화 천사편(天使編)

## 각 화별 제목
1. 공주, 여행을 떠나다 (王女旅立つ)
2. 9월의 여행 1 (9月の旅I)
3. 9월의 여행 2 (9月の旅II)
4. 9월의 여행 3 (9月の旅III)
5. 10월의 여행 1 (10月の旅I)
6. 10월의 여행 2 (10月の旅II)
7. 10월의 여행 3 (10月の旅III)
8. 10월의 여행 4 (10月の旅IV)
9. 11월의 여행 1 (11月の旅I)
10. 11월의 여행 2 (11月の旅II)
11. 11월의 여행 3 (11月の旅III)
12. 11월의 여행 4 (11月の旅IV)
13. 12월의 여행 1 (12月の旅I)
14. 12월의 여행 2 (12月の旅II)
15. 12월의 여행 3 (12月の旅III)
16. 클라우드 구출작전 (ン・パカの旅)
17. 1월의 여행 1 (1月の旅I)
18. 1월의 여행 2 (1月の旅II)
19. 1월의 여행 3 (1月の旅III)
20. 2월의 여행 1 (2月の旅I)
21. 2월의 여행 2 (2月の旅II)
22. 2월의 여행 3 (2月の旅III)
23. 2월의 여행 4 (2月の旅IV)
24. 3월의 여행 1 (3月の旅I)
25. 3월의 여행 2 (3月の旅II)
26. 3월의 여행 3 (3月の旅III)
27. 3월의 여행 4 (3月の旅IV)
28. 3월의 여행 5 (3月の旅V)
29. 4월의 여행 1 (4月の旅I)
30. 4월의 여행 2 (4月の旅II)
31. 4월의 여행 3 (4月の旅III)
32. 4월의 여행 4 (4月の旅IV)
33. 5월의 여행 1 (5月の旅I)
34. 5월의 여행 2 (5月の旅II)
35. 5월의 여행 3 (5月の旅III)
36. 5월의 여행 4 (5月の旅IV)
37. 5월의 여행 5 (5月の旅V)
38. 6월의 여행 1 (6月の旅I)
39. 6월의 여행 2 (6月の旅II)
40. 6월의 여행 3 (6月の旅III)
41. 6월의 여행 4 (6月の旅IV)
42. 7월의 여행 1 (7月の旅I)
43. 7월의 여행 2 (7月の旅II)
44. 7월의 여행 3 (7月の旅III)
45. 7월의 여행 4 (7月の旅IV)
46. 8월의 여행 1 (8月の旅I)
47. 8월의 여행 2 (8月の旅II)
48. 8월의 여행 3 (8月の旅III)
49. 8월의 여행 4 (8月の旅IV)
50. 공주답게 (王女らしく)
51. 13월의 여행 1 (13月の旅I)
52. 13월의 여행 2 (13月の旅II)
53. 13월의 여행 3 (13月の旅III)
54. 14월의 여행 1 (14月の旅I)
55. 14월의 여행 2 (14月の旅II)
56. 14월의 여행 3 (14月の旅III)
57. 14월의 여행 4 (14月の旅IV)
58. 15월의 여행 1 (15月の旅I)
59. 15월의 여행 2 (15月の旅II)
60. 15월의 여행 3 (15月の旅III)
61. 15월의 여행 4 (15月の旅IV)
62. 16월의 여행 1 (16月の旅I)
63. 16월의 여행 2 (16月の旅II)
64. 16월의 여행 3 (16月の旅III)
65. 16월의 여행 4 (16月の旅IV)
66. 17월의 여행 1 (17月の旅I)
67. 17월의 여행 2 (17月の旅II)
68. 17월의 여행 3 (17月の旅III)
69. 17월의 여행 4 (17月の旅IV)
70. 고마워요! (ありがと〜)

## 주제가
- 여는 노래

크레용 행진곡 (ン・パカ マーチ)
작사 - 석종서, 조희경 / 노래 - 김현지
코러스 - 김현심, 안영미
- 닫는 노래

꽃 (ありのままに)
작곡 - 나쓰메구 카나 / 작사 - 석종서
노래 - 김령희 / 코러스 - 김혜인 / 음악연출 - 김정아